# Piero Malvestiti
Piero Malvestiti (Apiro, 26 juni 1899 - Milaan, 5 november 1964) was een politicus van Italiaanse afkomst. Malvestiti was lid van de partij Democrazia Cristiana.

## Biografie
In zijn jeugd verhuisde Malvestiti naar Engeland. Hij werd opgeleid tot boekhouder aan een religieuze school. Ten tijde van de Eerste Wereldoorlog vocht hij als officier en werd hij onderscheiden met een Kruis van Verdienste. Na het einde van de oorlog werd hij lid van de Banca Popolare di Milano. Daarnaast hield hij zich bezig met de ondersteuning van arbeiders en veteranen. Malvestiti was de oprichter van de Lega Lombarda Veteranen.

### Politieke carrière
Malvestiti verzette zich tegen de fascistische dictatuur van Benito Mussolini. Hij trok de ideologie in twijfel. Samen met Joachim Malavasi en Armando Rodolfi richtte hij de politieke beweging Actie Guelph op. De beweging was een van de belangrijkste oppositiepartijen. In 1933 werd de beweging ontdekt door de politieke politie. Op 22 maart werd Malvestiti gearresteerd en op 30 januari 1934 werd hij veroordeeld tot 5 jaar gevangenisstraf. Malvestiti werd snel vrijgelaten vanwege zijn slechte gezondheid, maar mocht geen politieke activiteiten meer ondernemen.
Malvestiti had moeite met het vinden van een vaste baan. In de zomer van 1942, toen duidelijk werd dat de dictatuur van Mussolini geen lang leven meer beschoren was, richtte hij een nieuwe partij van katholieken op. In augustus van dat jaar had Malvestiti een geheime ontmoeting met Alcide de Gasperi in Borgo Valsugana. Een maand later legde de aanhangers van de beweging Actie Guelph (Malvestiti, Achille Grandi, Edward Clerici, Giorgio Enrico Falck) en de aanhangers van de De Gasperi de basis voor de oprichting van de partij Democrazia Christiana. De politieke beweging Actie Guelph bedacht een sociaal en politiek programma, het Programma van Milaan. Na de val van Mussolini op 25 juli 1943 werden de pamfletten met het programma op de muren in Milaan geplakt.
Na de wapenstilstand van 8 september 1943 nam Malvestiti deel aan het verzet. Tussen september en oktober 1944 was hij minister van Financiën in de Repubblica partigiana dell'Ossola. Na de val van de republiek verbleef Malvestiti in Zwitserland. Na de Tweede Wereldoorlog werkte Malvestiti op het ministerie van Financiën (1947-1948) en het ministerie van Economische Zaken (1948-1951).  In 1951 werd hij aangesteld als minister van Transport in het kabinet van De Gasperi. Twee jaar later werd hij minister van Industrie en Handel in het kabinet van Giuseppe Pella. In 1954 werd Malvestiti als minister vervangen.
In januari 1958 werd Malvestiti benoemd tot Eurocommissaris voor de Interne Markt en vicevoorzitter van de Europese Commissie in de commissie van Walter Hallstein. In september 1959 verliet hij de commissie en werd hij president van de Hoge Autoriteit voor Kolen en Staal in Luxembourg. In november 1963 nam hij ontslag.
 Giuseppe Caron ·  Hans von der Gröben ·  Walter Hallstein ·  Robert Lemaignen ·  Lionello Levi Sandri ·  Piero Malvestiti** ·  Sicco Mansholt ·  Robert Marjolin · 
  Giuseppe Petrilli** ·  Michel Rasquin* ·  Jean Rey ·  Lambert Schaus 
  * overleden, ** afgetreden 
Piero Malvestiti (1958-59) · Giuseppe Caron (1959-63) · Guido Colonna di Paliano (1964-67) · Hans von der Gröben (1967-70) · Wilhelm Haferkamp (1970-73) · 
 Finn Olav Gundelach (1973-77) · Étienne Davignon (1977-81) · Karl-Heinz Narjes (1981-85) · Francis Arthur Cockfield (1985-89) · Martin Bangemann (1989-93) ·
 Raniero Vanni d'Archirafi (1993-95) · Mario Monti (1995-99) · Frits Bolkestein (1999-2004) · Charlie McCreevy (2004-10) · Michel Barnier (2010-14) · Elżbieta Bieńkowska (2014-)